# Deisi

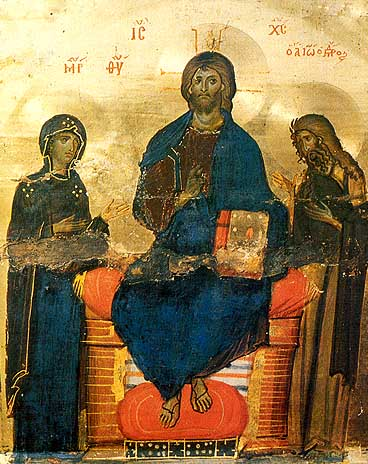
Icona d'una Deisi (Monestir de Santa Caterina, Sinaí,)

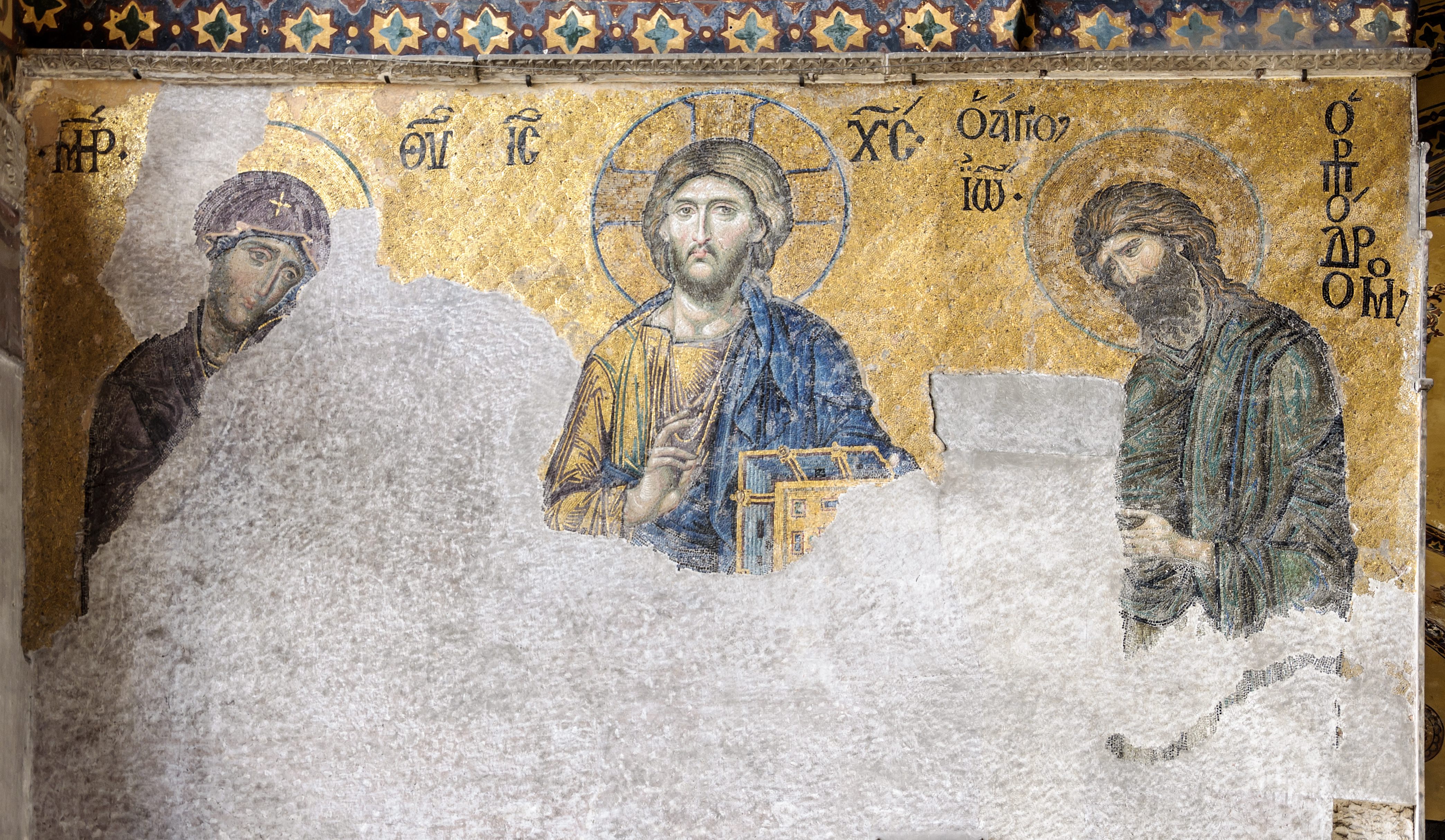
Mosaic amb una deisi del, Santa Sofia

La Deisi (δέησις, 'oració' o 'súplica') és, a l'art romà d'Orient i posteriorment a l'art Ortodox Oriental, una representació icònica tradicional del Pantocràtor: entronitzat, portant un llibre, i flanquejat per la Mare de Déu i Sant Joan Baptista. Maria i Joan, a vegades acompanyats d'altres sants i àngels, estan mirant cap a Crist amb les seves mans col·locades en súplica en representació de la humanitat.
Originalment s'acostumava a ubicar a la biga de templon en esglésies ortodoxes així com a sobre de portes, encara que també apareixia en icones i voris devocionals. Amb el desenvolupament de les iconostasis a paret sencera, hi havia espai per a una «deisi» de tota una fila o «Gran Deisi» amb figures llargues, i una expansió del nombre de figures, tant a l'Imperi Romà d'Orient com a Rússia. Normalment aquesta fila és per sobre del nivell de les portes, i sota de la fila que descriu les dotze grans festes. El Crist central és damunt la porta principal de la paret. Normalment es presenten set figures, una a cada plafó, en ordre de proximitat a Crist al centre: a l'esquerra Maria, l'Sant Miquel Arcàngel i Sant Pere, i a la dreta Joan Baptista, l'Arcàngel Gabriel i Sant Pau. Especialment en exemples russos, un cert nombre de sants d'importància local s'inclouen sovint darrere d'aquests, si l'espai ho permet. La fila d'Andrei Rubliov per a la catedral de Dormition a Vladímir era de 3,14 metres d'alt. En la tradició grega és més probable que els Apòstols ocupin plafons extres.
La presència de Maria i Joan, i unes altres imatges, és una de les diferències amb la Maiestas Domini occidental, on s'inclouen més comunament els Quatre Evangelistes o els seus símbols (Tetramorf) al voltant de Crist. Tanmateix, la deisi també es pot trobar a occident, especialment en parts d'Itàlia sota influència romana d'Orient, però també la resta d'Europa. L'ús d'aquesta imatge va declinar lentament durant l'edat mitjana.

## Galeria

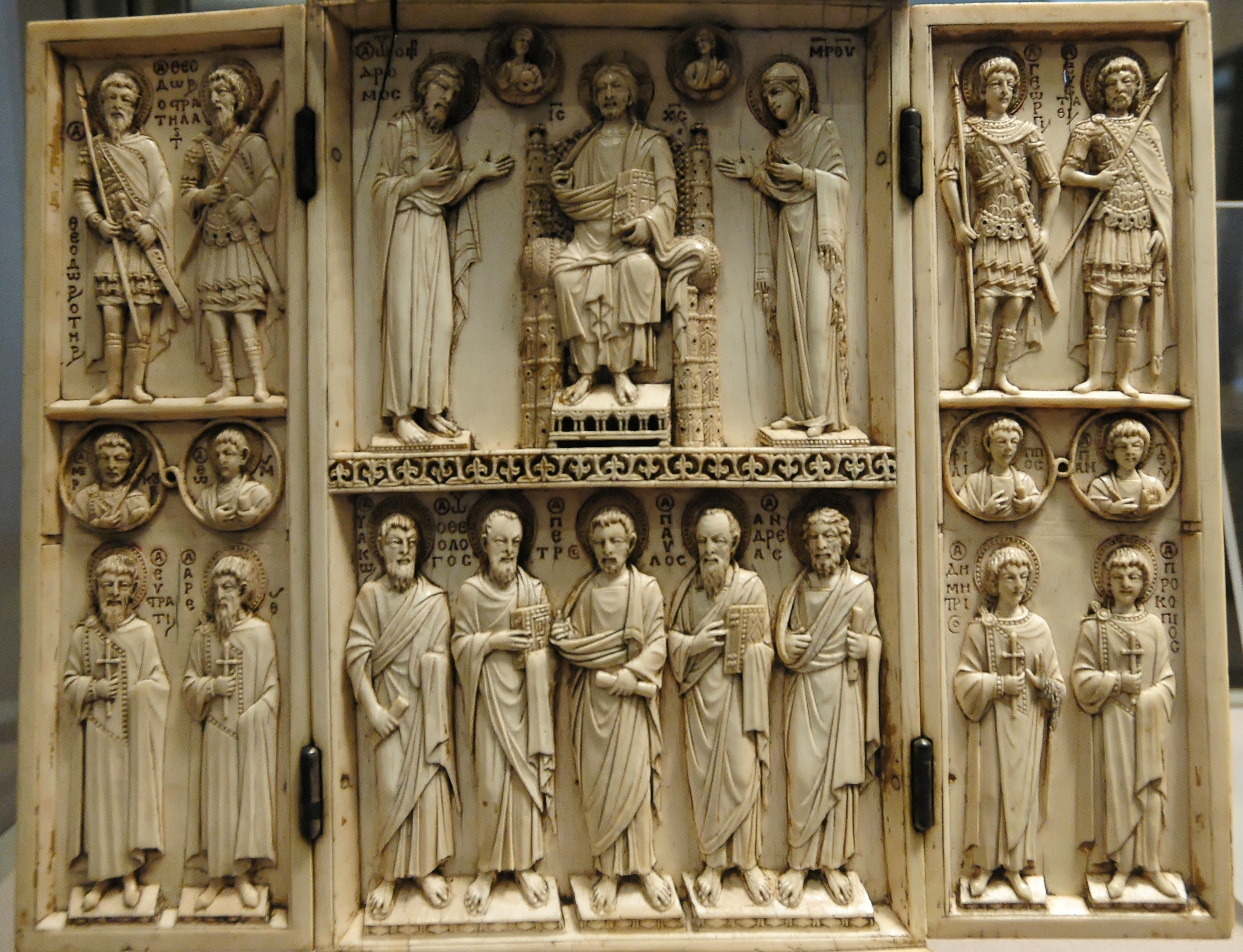
Tríptic Harbaville, meitat del segle x, fet en vori, Constantinoble, (actualment al Louvre)
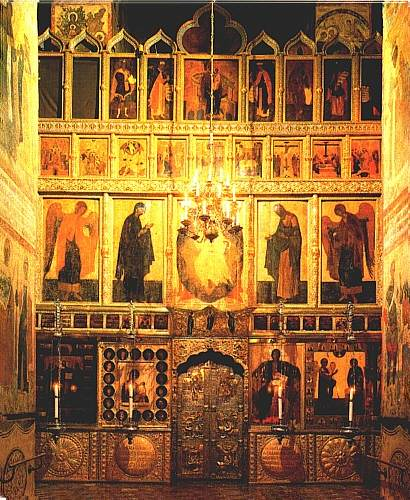
Deisi de cinc plafó (centre) a la Catedral de l'Anunciació al Kremlin de Moscou per Teòfanes el Grec, 1405
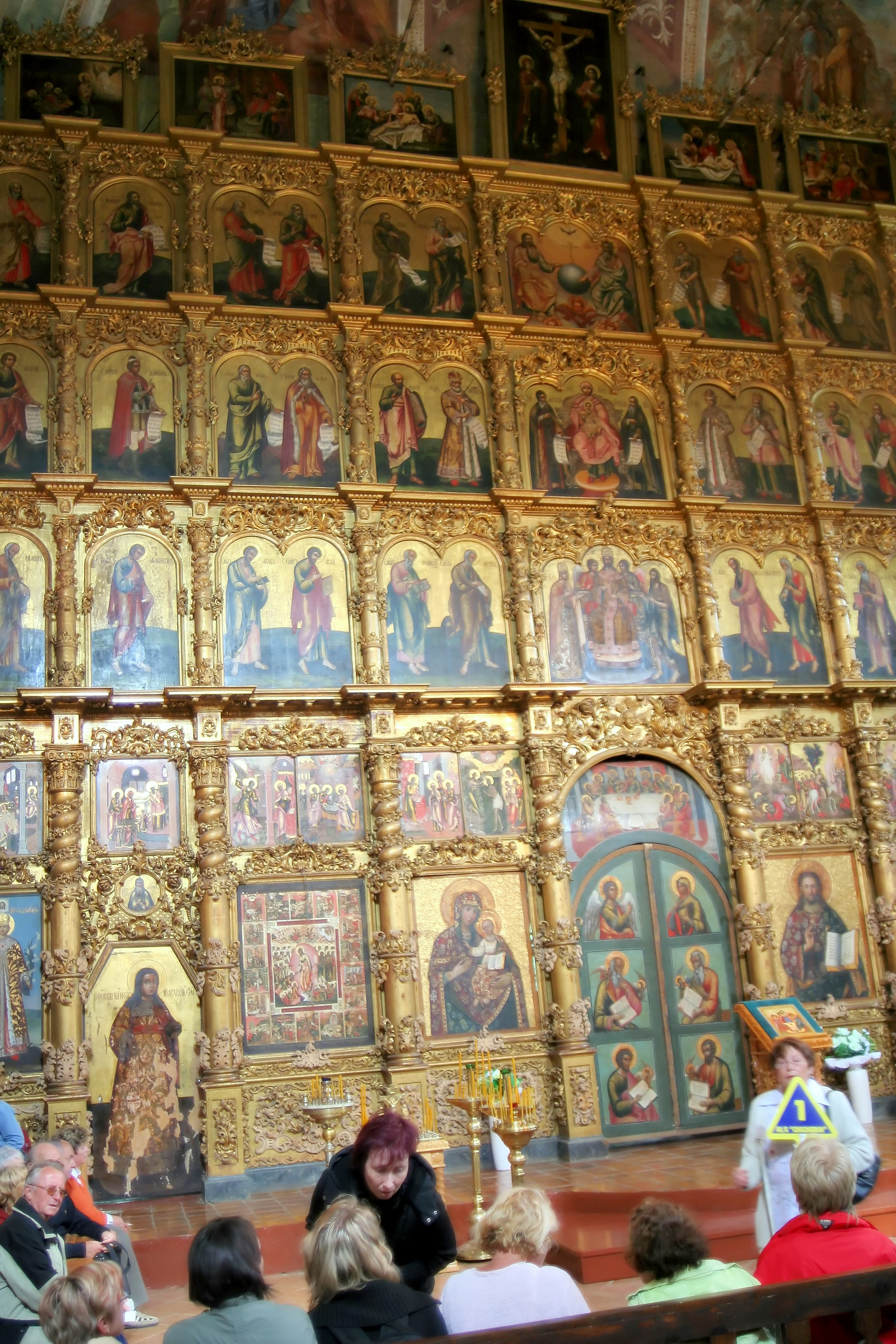
Una llarga deisi russa; Catedral d'Úglitx